# (256) Walpurga
(256) Walpurga est un astéroïde de la ceinture principale découvert par Johann Palisa le 3 avril 1886.
L'origine de son nom proviendrait de Sainte Walburge.